# Georgiana Young
Georgiana Young (* 10. September 1924 in Los Angeles, Kalifornien; † 13. November 2007 in Los Angeles, Kalifornien; eigentlich Georgiana Belzer) war eine US-amerikanische Filmschauspielerin und die Halbschwester mütterlicherseits der Schauspielerinnen Loretta Young, Polly Ann Young und Sally Blane. Zusammen mit ihren Halbschwestern trat sie in dem biografischen Filmdrama Liebe und Leben des Telefonbauers A. Bell (1939) auf, gefolgt von im Abspann ungenannten Nebenrollen in zwei weiteren Filmen. Von 1944 bis zu ihrem Tod war sie mit dem mexikanischen Schauspieler Ricardo Montalbán verheiratet.

## Leben und Karriere

### Frühe Jahre und Schauspielkarriere
Young wurde 1924 in Los Angeles, Kalifornien als Tochter von Gladys Royal (ehemals Young) und George Uncus Belzer geboren. Sie wurde zusammen mit ihren drei Halbschwestern Loretta Young, Polly Ann Young und Sally Blane römisch-katholisch erzogen.
Im Alter von 13 Jahren erhielt sie einen Filmvertrag mit einer Laufzeit von 7 Jahren. Ihre erste Schauspielrolle war eine Nebenrolle in dem Film Mad About Music (1938) mit Deanna Durbin. Die Szenen mit Young wurden jedoch letztendlich aus den Film herausgeschnitten.
Young trat während ihrer kurzen Schauspielkarriere in drei weiteren Filmen auf. Ihre Debütrolle spielte sie im Jahr 1939 in Liebe und Leben des Telefonbauers A. Bell von Irving Cummings. Sie spielte an der Seite ihrer Halbschwestern die Rolle der Berta Hubbard, eine der Schwestern von Mabel Gardiner Hubbard, die von ihrer Schwester Loretta gespielt wurde. 1940 bekam Young eine Nebenrolle in No, No, Nanette. Im Jahr 1949 spielte sie ihre letzte Filmrolle in Tödliche Grenze mit dem Schauspieler Ricardo Montalbán, den sie 1944 geheiratet hatte.

### Privatleben
Nachdem der damals 18-jährige Ricardo Montalbán ihren Auftritt in Liebe und Leben des Telefonbauers A. Bell  gesehen hatte, verliebte er sich in sie. Montalbán hatte selbst eine eigene Bühnen- und Filmkarriere begonnen, als die beiden sich später zum ersten Mal auf einem Blind Date trafen. Am selben Abend machte er Young einen Heiratsantrag und erklärte später: „Es dauerte eine Woche, sie zu überzeugen.“ Das Paar heiratete im Jahr 1944 und bekam vier Kinder.
Im Jahr 2007 starb sie im Alter von 83 Jahren starb sie an ihrem Geburtsort Los Angeles, Kalifornien aus unbekannten Gründen.

## Filmografie
- 1939: Liebe und Leben des Telefonbauers A. Bell (The Story of Alexander Graham Bell)
- 1940: No, No, Nanette
- 1949: Tödliche Grenze (Border Incident)

### Als sie selbst und Archiv-Filmaufnahmen
- 1972: This Is Your Life (Fernsehserie, 1 Folge)
- 1985: Gala Dinner Tribute to Aaron Spelling (Fernsehspecial)
- 1988: The 18th Annual Nosotros Golden Eagle Awards (Fernsehspecial)
- 2022: Autopsie Spezial: Die letzten Stunden von... (Fernsehserie, 1 Folge)